# Лужки (Лысковский район)
Лужки́ — деревня в Лысковском районе Нижегородской области. Входит в состав Леньковского сельсовета.

## История
В 1961 году указом Президиума Верховного Совета РСФСР деревня Кобылино переименована в Лужки.

## Население
| 2002 | 2010 |
| ---- | ---- |
| 16   | ↘9   |

## Улицы
В деревне имеется одна улица — Луговая.